# Juan Carlos Carcedo
Juan Carlos Carcedo Mardones (Logroño, 19 agosto 1973) è un allenatore di calcio ed ex calciatore spagnolo, di ruolo centrocampista, tecnico del Pafos.

## Statistiche

### Statistiche da allenatore
Statistiche aggiornate al 7 agosto 2022. In grassetto le competizioni vinte.
| Stagione        | Squadra         | Campionato      | Campionato | Campionato | Campionato | Campionato | Coppe nazionali | Coppe nazionali | Coppe nazionali | Coppe nazionali | Coppe nazionali | Coppe continentali | Coppe continentali | Coppe continentali | Coppe continentali | Coppe continentali | Altre coppe | Altre coppe | Altre coppe | Altre coppe | Altre coppe | Totale | Totale | Totale | Totale | % Vittorie | Piazzamento |
| Stagione        | Squadra         | Comp            | G          | V          | N          | P          | Comp            | G               | V               | N               | P               | Comp               | G                  | V                  | N                  | P                  | Comp        | G           | V           | N           | P           | G      | V      | N      | P      | %          | Piazzamento |
| --------------- | --------------- | --------------- | ---------- | ---------- | ---------- | ---------- | --------------- | --------------- | --------------- | --------------- | --------------- | ------------------ | ------------------ | ------------------ | ------------------ | ------------------ | ----------- | ----------- | ----------- | ----------- | ----------- | ------ | ------ | ------ | ------ | ---------- | ----------- |
| 2020-2021       | Ibiza           | SDB             | 24+2       | 16+1       | 4+1        | 4          | CR              | 3               | 2               | 0               | 1               | -                  | -                  | -                  | -                  | -                  | -           | -           | -           | -           | -           | 29     | 19     | 5      | 5      | 65,52      | 1º (prom.)  |
| ago.-dic. 2021  | Ibiza           | SD              | 21         | 5          | 10         | 6          | CR              | 2               | 1               | 0               | 1               | -                  | -                  | -                  | -                  | -                  | -           | -           | -           | -           | -           | 23     | 6      | 10     | 7      | 26,09      | Eson.       |
| Totale Ibiza    | Totale Ibiza    | Totale Ibiza    | 45+2       | 21+1       | 14+1       | 10         |                 | 5               | 3               | 0               | 2               |                    | -                  | -                  | -                  | -                  |             | -           | -           | -           | -           | 52     | 25     | 15     | 12     | 48,08      |             |
| ago.-nov. 2022  | Real Saragozza  | SD              | 15         | 4          | 4          | 7          | CR              | -               | -               | -               | -               | -                  | -                  | -                  | -                  | -                  | -           | -           | -           | -           | -           | 15     | 4      | 4      | 7      | 26,67      | Eson.       |
| 2023-2024       | Pafos           | AK              | 36         | 18         | 8          | 10         | KK              | 5               | 4               | 1               | 0               | -                  | -                  | -                  | -                  | -                  | -           | -           | -           | -           | -           | 41     | 22     | 9      | 10     | 53,66      | 5º          |
| 2024-2025       | Pafos           | AK              | 26         | 20         | 2          | 4          | KK              | 2               | 0               | 2               | 0               | UEL+UECL           | 2+16               | 0+8                | 0+2                | 2+6                | SC          | 1           | 0           | 0           | 1           | 47     | 28     | 6      | 13     | 59,57      |             |
| Totale Pafos    | Totale Pafos    | Totale Pafos    | 62         | 38         | 10         | 14         |                 | 7               | 4               | 3               | 0               |                    | 18                 | 8                  | 2                  | 8                  |             | 1           | 0           | 0           | 1           | 88     | 50     | 15     | 23     | 56,82      |             |
| Totale carriera | Totale carriera | Totale carriera | 124        | 64         | 29         | 31         |                 | 12              | 7               | 3               | 2               |                    | 18                 | 8                  | 2                  | 8                  |             | 1           | 0           | 0           | 1           | 155    | 79     | 34     | 42     | 50,97      |             |

## Palmarès

### Allenatore

#### Competizioni nazionali
- Segunda División B: 1

Ibiza: 2020-2021 (gruppo 3)
- Coppa di Cipro: 1

Pafos: 2023-2024
- Campionato cipriota: 1

Pafos: 2024-2025